# Julia Dordel

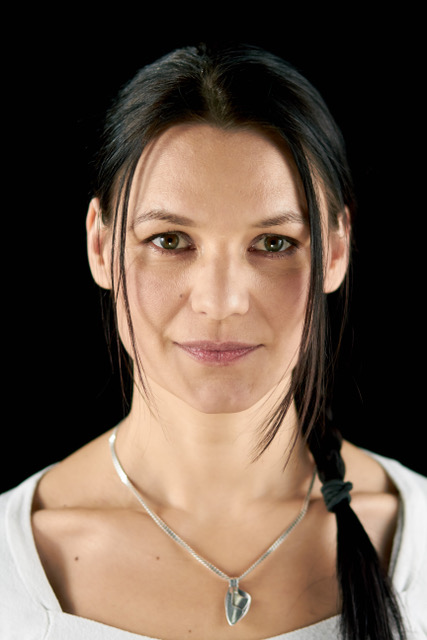
Julia Dordel

Julia Dordel (* 1975 in Köln) ist eine deutsche Filmproduzentin, Drehbuchautorin, Schauspielerin und Forstwissenschaftlerin.

## Biografie
Dordel wurde als Tochter des Biologen und Sportwissenschaftlers Hans-Jürgen Dordel und der Schauspielerin Sibylle Dordel in Köln geboren. Sie wuchs mit zwei Geschwistern in Pattensen auf und besuchte in der Region Hannover die Schule, um nach einer erfolgreich absolvierten Banklehre Volkswirtschaft und Forstwissenschaften in Freiburg im Breisgau zu studieren. Nach ihrem Diplomstudium der Forstwissenschaften an der Albert-Ludwigs-Universität Freiburg ging Dordel nach Kanada, wo sie 2005 ihren Masterabschluss in Forstwissenschaften mit dem Schwerpunkt Feuerökologie an der University of British Columbia erhielt. Von 2005 bis 2009 folgte dann eine Promotion im Bereich Forst-Ökologie mit Untersuchungsflächen in Argentinien. Parallel folgten mehrere Jahre als Privatdozentin und erste Filmproduktionen. Von 2011 bis 2016 war Dordel zudem Direktorin des Communication of Science Programms TerreWEB, welches basierend auf einer Idee Dordels zusammen mit Suzanne Simard und Maja Krzic aufgebaut wurde.
Während ihrer Promotion an der University of British Columbia (2005–2009) gründete Dordel ihre erste Filmproduktionsfirma. Parallel dazu absolvierte sie eine Schauspielausbildung mit dem Schwerpunkt Film. Zusammen mit ihrer Schauspielkollegin Anita Reimer produzierte sie die Action Webserie Libelle – the Series, die später ausgebaut und erweitert wurde zum Spielfilm-Zweiteiler Mission NinetyTwo – Dragonfly und Mission NinetyTwo – Energy. Mission NinetyTwo - Energy gewann mehrere Filmfestivals, unter anderem in Melbourne und den USA. Im ehemaligen Jugoslawien lief der Film unter Misja 92 im Fernsehen. In Deutschland ist er auf DVD, als auch bei Vimeo on Demand erhältlich.
Mit ihrer aktuellen Filmproduktionsfirma Dorcon Film produziert sie Spiel- und Dokumentarfilmprojekte. Sie vertritt die Interessen von Filmemachern als erste Vorsitzende im Film- und Medienbüro Niedersachsen, im Vorstand von Women in Film & Television Germany und in der Versammlung der Niedersächsischen Landesmedienanstalt.
Dordels Dokumentarfilm Intelligente Bäume, befasst sich mit der Kommunikation zwischen Bäumen, basierend auf der Forschung ihrer Doktormutter Suzanne Simard. Die Thesen werden anhand von Animationen und Waldexkursionen veranschaulicht und durch Interviews mit Simard und anderen Wissenschaftlern der University of British Columbia sowie mit dem deutschen Förster und Buchautor Peter Wohlleben erklärt. Simards Recherche diente auch als Grundlage für den wissenschaftlichen Hintergrund des Öko-Thrillers Mission NinetyTwo. Intelligente Bäume war ein Überraschungserfolg in der französischen Kinoszene und läuft außerdem in der Schweiz, in Belgien und in den Niederlanden.

## Sportliche Erfolge
Dordel war aktiv in diversen Sportarten, darunter Reiten, Feldhockey, Leichtathletik und Trampolinturnen. Später widmete Dordel sich dem Triathlon und Modernen Fünfkampf um, wo sie mit der kanadischen Olympiamannschaft unter Philipp Waeffler trainierte. Seit 2016 startet sie in der Mastersklasse des modernen Fünfkampfs.
Julia Dordel gewann u. a.:
- Gold Deutsche Meisterin Moderner Fünfkampf Masters 2016[14]
- Silber Deutsche Meisterin Moderner Fünfkampf Masters 2017[15]
- Silber Deutsche Meisterin Moderner Fünfkampf Masters 2018
- Bronze Weltmeisterschaften Moderner Fünfkampf Masters 2018 (Teamwertung)
- Gold Deutsche Mehrkampfmeisterschaften 2018 Friesenkampf

## Filmografie (Auswahl)
| Jahr      | Film                                     | Kategorie     | Tätigkeit                            | Status           |
| --------- | ---------------------------------------- | ------------- | ------------------------------------ | ---------------- |
| 2020      | The Bitter Taste                         | Horror        | Produktion, Darstellerin, Co-Autorin | in Vorproduktion |
| 2017      | ALAOTRA – Gefährdete Schätze Madagascars | Dokumentation | Produktion, Buch, Co-Regie           | veröffentlicht   |
| 2016      | Intelligente Bäume (Intelligent Trees)   | Dokumentation | Produktion, Buch, Co-Regie           | veröffentlicht   |
| 2016      | Froschhüpfen mit Hindernissen            | Kurzspielfilm | Produktion, Darstellerin, Co-Autorin | veröffentlicht   |
| 2015      | Mission NinetyTwo – Energy               | Action        | Produktion, Darstellerin, Co-Autorin | veröffentlicht   |
| 2013      | Mission NinetyTwo – Dragonfly            | Action        | Produktion, Darstellerin, Buch       | veröffentlicht   |
| 2010–2013 | Libelle – the Series                     | Webserie      | Produktion, Darstellerin, Buch       | veröffentlicht   |
| 2012      | Healing Forest                           | Kurzdoku      | Produktion, Buch                     | veröffentlicht   |
| 2012      | BIOCHAR – Putting Carbon under Ground    | Kurzdoku      | Produktion, Buch                     | veröffentlicht   |
| 2012      | Climate Change... Just a Hoax?           | Kurzfilm      | Produktion, Darstellerin, Buch       | veröffentlicht   |
| 2011      | Training with the Long Sword             | Lehrvideo     | Produktion, Darstellerin             | veröffentlicht   |
| 2010      | Do Trees Communicate?                    | Kurzdoku      | Produktion, Buch                     | veröffentlicht   |
| 2009      | Cityside Country                         | Kurzfilm      | Produktion, Buch, Co-Regie           | veröffentlicht   |